# James Duncan (homme politique)
Pour les articles homonymes, voir Duncan et James Duncan (athlétisme).
James Alexander Lawson Duncan, 1er baronnet (1899 - 30 septembre 1974) est un homme politique britannique conservateur et national-libéral.

## Biographie
Né à Danville, il est député pour le Parti conservateur à Kensington North de 1931 à 1945 lorsqu'il est battu lors de la victoire des travaillistes de 1945. Il est réélu au Parlement en tant que libéral national comme député de la circonscription nouvellement créée de South Angus en 1950, et sert jusqu'à sa retraite en 1964. Il est le président du groupe parlementaire des libéraux nationaux entre 1956 et 1959.
Il est marié à Adrienne St. Quinton. Après la mort de sa première épouse, il se remarie en 1966 avec Beatrice Mary Moore Oliphant (1910-2003), veuve de Philip Blair Oliphant,.
Duncan est créé baronnet le 24 juillet 1957, de Jordanstone dans le comté de Perth, le titre s'éteint à sa mort.